# Социјалдемократија у Србији
Историја социјалдемократије у Србији почиње ослобођењем од Турака и одласком прве генерације српских студената у велике, стране универзитетске центре, где се сусрећу са идејама европског социјалистичког покрета. Први међу њима је био Светозар Марковић, који је започео студије технике у Београду, које је наставио у Петрограду као стипендиста српске владе. Касније је прешао да студира у Цирих, у Швајцарској, где је почео да проучава научни социјализам.
По повратку у Србију, седамдесетих година 19. века, Марковић оснива часописе Раденик, Јавност, Ослобођење и бави се публицистиком, заступајући идеје демократије, републике, социјалне правде и демократског федерализма, као решења за још поробљене јужне Словене. Иако је умро у 28. години живота, Марковић је успео да постане зачетник социјалдемократске идеје у Србији.
Идеје које је донео Светозар Марковић остварила је тек следећа генерација српских социјалдемократа, почетком двадестог века.
Најзначајнији човек друге генерације српских социјалдемократа је био Димитрије Туцовић, рођен после смрти Светозара Марковића, почетком осамдесетих година 19. века. Туцовић 1903. године са друговима оснива Српску социјалдемократску партију, а 1904. и први савез радничких синдиката ССДП. Такође, покреће и уређује Радничке новине и часопис Борбу.
Туцовић уводи ССДП у Социјалистичку интернационалу. Критикује тадашњу аустријску политику поводом анексије Босне и Херцеговине. Објављује велики број образовних брошура за раднике и друге чланове ССДП, као и неколико књига, од којих је најзначајнија Србија и Албанија. Димитрије Туцовић је дао образац уставног патриотизма, јер успева да уједини критику екстремног и агресивног српског национализма са прихватањем уставног патриотизма, као оданости држави и њеним држављанима, без икакве мржње према другима и другачијима. Код Туцовића то није било само на речима. Он је заједно са другим српским социјалдемократама, желећи да спречи Први светски рат, гласао против ратних кредита, зато што рат не доноси ништа добро малом човеку. Ипак, када је рат почео, међу првима је отишао у добровољце и погинуо када је Аустро-угарска напала Краљевину Србију.
У истој генерацији српских социјалдемократа важну улогу имали су и Радован Драговић, Триша Кацлеровић, Драгиша Лапчевић и Душан Поповић, који су били не само истакнуте политичке личности у Србији, већ и у Другој интернационали. Између два светска рата српски раднички покрет се цепа на демократско крило (социјалистичко, социјалдемократско) и ауторитарно крило (бољшевичко, ауторитарно-комунистичко). Иако су имали доста успеха на разним изборима, социјалдемократе полако губе терен пред, с једне стране, краљевским самодржављем, а с друге, пред демагошким и популистичким радикализмом бољшевичких комуниста.
После победе НОВЈ-а на челу са бољшевичко-комунистичким руководством у Другом светском рату и успостављања једнопартијске Југославије никоме, осим бољшевичким комунистима, није било допуштено оснивање политичких странака, па ни "небољшевичким марксистима", демократским социјалистима и социјалдемократама, од којих једни одлазе у емиграцију, док други масовно приступају Комунистичкој партији Југославије.
Тек са падом једнопартијске власти бољшевичких комуниста и Берлинског зида, и у Србији се поново јављају зачеци социјалдемократије и демократске левице.